# Эвкрифия
Эвкрифия (лат. Eucryphia) — род деревянистых растений семейства Кунониевые (Cunoniaceae), распространённый на юге Южной Америки, востоке Австралии и в Тасмании.

## Ботаническое описание
Смолоносные деревья или кустарники. Листья вечнозелёные или листопадные (эвкрифия клейкая), простые или непарноперистые, цельнокрайные или зубчатые, прилистники сросшиеся.
Цветки крупные, одиночные, пазушные, на ножке, с 1—2 парами прицветников. Чашелистиков 4, черепитчатые, сросшиеся в колпачок, при расцветании опадают. Лепестков 4, белые. Цветоложе широкое, вздутое под пестиком. Тычинки многочисленные, пучковидные, нити тонкие, пыльники маленькие. Пестик яйцевидный, гранистый; завязь из 4—14 сросшихся плодолистиков; семяпочки расположены в 2 ряда. Плод коробочковидный, распадается на части по числу плодолистиков, которые раскрываются по внутреннему шву. Семена мелкие, многочисленные, крылатые.

## Виды
Род включает 7 видов:
- Eucryphia cordifolia Cav. typus[1] — Эвкрифия сердцелистная
- Eucryphia glutinosa (Poepp. & Endl.) Baill. — Эвкрифия клейкая
- Eucryphia jinksii P.I.Forst.
- Eucryphia lucida (Labill.) Baill. — Эвкрифия блестящая
- Eucryphia milliganii Hook.f.
- Eucryphia moorei F.Muell.
- Eucryphia wilkiei B.Hyland

Гибриды:
- Eucryphia ×hillieri Ivens [= Eucryphia lucida × Eucryphia moorei]
- Eucryphia ×hybrida J.Bausch [= Eucryphia lucida × Eucryphia milliganii]
- Eucryphia ×intermedia J.Bausch [= Eucryphia glutinosa × Eucryphia lucida]
- Eucryphia ×nymansensis J.Bausch [= Eucryphia cordifolia × Eucryphia glutinosa]
- Eucryphia ×penwithensis T.Christian [= Eucryphia cordifolia × Eucryphia lucida]
- Eucryphia ×splendens T.Christian [= Eucryphia cordifolia × Eucryphia moorei]

Вымершие виды:
- †Eucryphia aberensis R.S.Hill
- †Eucryphia falcata R.S.Hill
- †Eucryphia leaensis R.W.Barnes & G.J.Jord.
- †Eucryphia microstoma R.S.Hill
- †Eucryphia mucronata R.W.Barnes & G.J.Jord.
- †Eucryphia reticulata R.W.Barnes & G.J.Jord.